# Gallenstein (Comic)
Gallenstein ist eine 7-teilige deutsche Comicserie von Philipp Zippermayr (Autor) und Günther Mayrhofer (* 17. November 1949; Zeichner), die von 1980 bis 1983 beim Bavaria Comic Verlag erschienen ist.
Der Comic handelt von den Erlebnissen des Professors Gallenstein, der Gold herstellen möchte und der mit seinem Konkurrenten Pöplmann im Streit darüber liegt, ob der Topf mit dem Trank zu schütteln ist oder nicht. Diese Frage, die Gallenstein auch auf dem Alchemistenkongress im fiktiven spanischen Ort La Paloma nicht klären kann, lässt Professor Gallenstein und seine Freunde dabei weit herumkommen (Zipflburg (eine ebenfalls fiktive deutsche Kleinstadt im 16. Jahrhundert), Mayas, Inkas, Japan, Tirol und Rom).
Albert Uderzo sah in den Comics eine zu dichte Anlehnung an Asterix und strengte eine Urheberrechtsklage an, die dazu führte, dass nach einem gerichtlichen Vergleich der Bavaria Comic Verlag die Covergestaltung ändern musste. Nach sieben Bänden musste die Reihe, die laut Andreas C. Knigge „haarsträubende und humorige Abenteuer“ enthielt, wegen schlechter Verkaufszahlen eingestellt werden.

## Personen
- Professor Gallenstein: Alchimist aus Zipflburg, einer fiktiven Kleinstadt in Deutschland, auf der Suche nach einer Möglichkeit, Gold herzustellen
- Franzisko Abizarro, Herzog von La Paloma, eines fiktiven Ortes in Spanien, auf der Suche nach Gold und Macht
- Max: Begleiter und Schüler des Professors
- Doktor Rizzo: Rechtsbeistand und Sekretär Abizarros
- Sepp Wanninger: Bayer und ehemaliger Besitzer eines Gasthauses in La Paloma
- Saxofono: Abizarros Kammerdiener
- Jonkel (Stereotype Darstellung eines Juden. Er spricht deutsch mit jiddischem Akzent.) und Co (Stereotype Darstellung eines Chinesen. Er spricht anstelle eines „r“ stets „l“.): Gebrauchtschiffhändler, verkaufen der Expedition das Schiff „Aqua Planato“

## Bände
- Das Elixier des Columbus
- Im Reich des Sonnengottes
- Der oberste Inka
- Gorgonzilla – Der Schrecken Japans
- Goldrausch in Zipflburg
- Der Kampf ums Gemsenei
- Das goldene Amulett